# Ship Cove-Lower Cove-Jerry's Nose
Ship Cove-Lower Cove-Jerry's Nose is een local service district (LSD) en designated place (DPL) in de Canadese provincie Newfoundland en Labrador. Het bestaat uit drie plaatsen die zich aan de westkust van het eiland Newfoundland bevinden.

## Geografie
Ship Cove-Lower Cove-Jerry's Nose ligt in het zuiden van het West-Newfoundlandse schiereiland Port au Port, aan de oevers van St. George's Bay. De belangrijkste kern is het dorp Ship Cove dat in het zuidoosten gedeeltelijk vergroeid is met het gehucht Jerry's Nose. Zo'n 2 km ten westen van Ship Cove ligt nog het gehucht Lower Cove. Zowel Ship Cove als Lower Cove bestaan grotendeels uit relatief verspreide bebouwing langs provinciale route 460.

## Geschiedenis
Het LSD Ship Cove-Lower Cove-Jerry's Nose werd opgericht in 1996. Het ontstond door de samenvoeging van het reeds bestaande LSD Ship Cove-Lower Cove met de plaats Jerry's Nose.

## Demografie
| Demografische ontwikkeling van Ship Cove-Lower Cove-Jerry's Nose tussen 1996 en 2021 |
| ------------------------------------------------------------------------------------ |
|                                                                                      |
| Bron: Statistics Canada (1996, 2001–2006, 2011–2016, 2021)                           |